# Cantus firmus
Dans la musique médiévale et celle de la Renaissance, le cantus firmus (chant fixe, autour duquel tout s'ordonne) est une mélodie préexistante (généralement religieuse mais aussi profane) servant de base à une polyphonie.

Il est utilisé au XVe siècle comme trame permettant d'unifier les différentes parties de la messe, avant de prendre des formes plus élaborées.
Sur le plan pédagogique et théorique, dans le cadre de l'étude de l'écriture musicale, il s'agit d'une mélodie, le plus souvent assez brève et écrite en valeurs longues, destinée à servir de support aux exercices de contrepoint.